# Бонифацио (кардинал)
Бонифацио (Bonifazio) — католический церковный деятель XI века. Был возведён в ранг кардинала-священника с титулом церкви Сан-Марко папой Стефаном IX на консистории 14 марта 1058 года.